# Langenburg No. 181 (Saskatchewan)
Langenburg  è una municipalità rurale della provincia canadese del Saskatchewan, nella Divisione N.5. Fa parte della SARM Division No. 1.
Secondo il censimento del 2024, la municipalità aveva 572 abitanti.

## Geografia

### Località
Le seguenti località rientrano nella municipalità di Langenburg:
- Langenburg

- Marchwell
- Yarbo

## Storia
Il 1° gennaio 1913 Langenburg è stato incorporato come municipalità rurale.